# Le Palamède

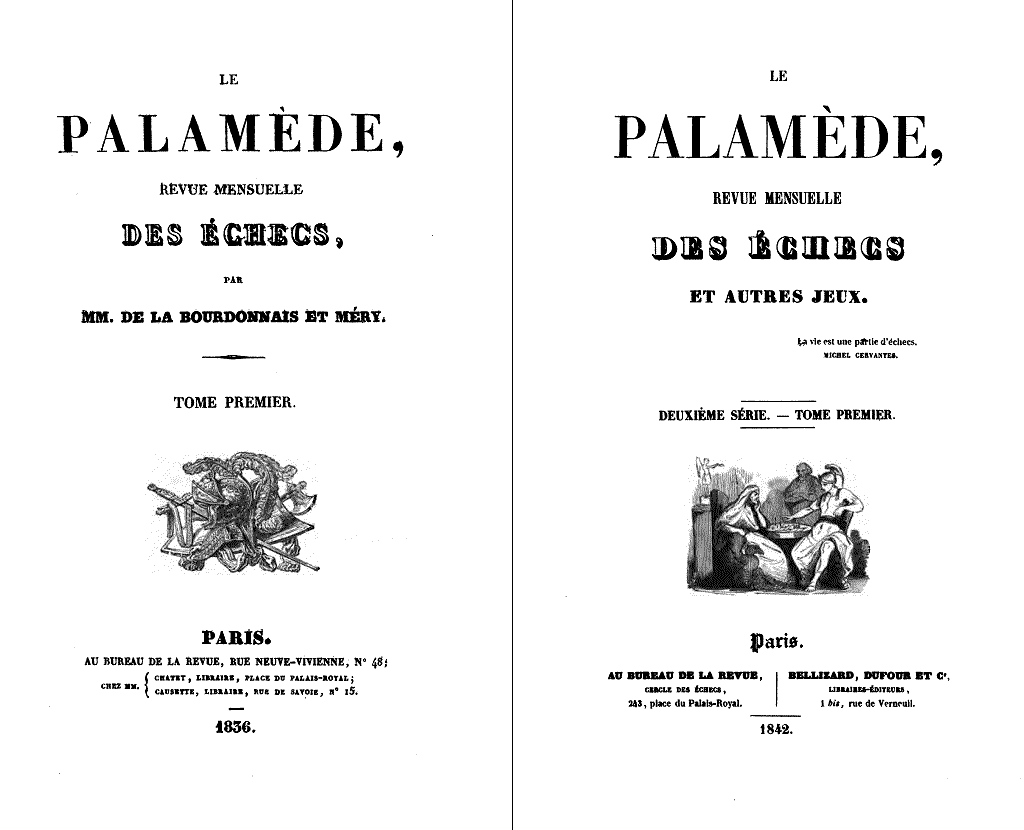
Titelblätter der ersten (1836) bzw. zweiten Serie (1842)

Le Palamède war die erste Schachzeitschrift der Welt. Sie erschien mit einer längeren Unterbrechung zwischen 1836 und 1847 in Paris.
Gegründet und herausgegeben wurde sie von Louis-Charles Mahé de La Bourdonnais, dem damals weltbesten Schachspieler, und dem Schriftsteller Joseph Méry. Kommerziell war die Monatszeitschrift kein großer Erfolg, und im Jahr 1839 wurde ihr Erscheinen unterbrochen (de La Bourdonnais starb im folgenden Jahr). Nach einer längeren Pause beschloss der neue französische Spitzenspieler Pierre Saint-Amant Le Palamède mit dem Jahrgang 1842 fortzuführen. Er gab jedoch die Redaktion auf, als er 1847 mit dem aktiven Schachspiel aufhörte und in den diplomatischen Dienst eintrat. Daraufhin wurde das Schachmagazin endgültig eingestellt.
Benannt war die Zeitschrift nach Palamedes, der nach einer Legende das Schachspiel erfunden haben soll. Neben Artikeln über Schach enthielt sie auch Abhandlungen über andere Spiele, unter anderem Billard, Whist und Dame.
Le Palamède dient als eine der wichtigsten Quellen zum Schachspiel des frühen 19. Jahrhunderts.
Eine andere Schachzeitschrift, die Paul Journoud von 1864 bis 1865 herausgab, trug den Namen Le Palamède français. Mit der bekannten Vorgängerin stand sie jedoch nicht in Verbindung.